# Fussball-Club Rot-Weiß Erfurt 2001-2002
Questa voce raccoglie le informazioni riguardanti il Fussball-Club Rot-Weiß Erfurt nelle competizioni ufficiali della stagione 2001-2002.

## Stagione
Nella stagione 2001-2002 il Rot Weiss Erfurt, allenato da Hans-Ulrich Thomale e Jens Große, concluse il campionato di Regionalliga sud al 5º posto. In Coppa di Germania il Rot Weiss Erfurt fu eliminato al secondo turno dal Hertha Berlino.

## Rosa
| N. |                        | Ruolo | Calciatore          |
| -- | ---------------------- | ----- | ------------------- |
| 1  | Rep. Ceca (bandiera)   | P     | René Twardzik       |
| 2  | Germania (bandiera)    | A     | Henri Fuchs         |
| 3  | Paesi Bassi (bandiera) | D     | Dennis Scharrenburg |
| 4  | Croazia (bandiera)     | C     | Ivica Bančić        |
| 5  | Germania (bandiera)    | C     | Carsten Sträßer     |
| 6  | Germania (bandiera)    | C     | Karsten Oswald      |
| 7  | Polonia (bandiera)     | C     | Jakub Lisek         |
| 9  | Germania (bandiera)    | A     | Frank Seifert       |
| 10 | Germania (bandiera)    | C     | Jörg Emmerich       |
| 11 | Germania (bandiera)    | A     | Ronny Hebestreit    |
| 13 | Germania (bandiera)    | D     | Sebastian Mees      |
| 15 | Polonia (bandiera)     | A     | Tomasz Szewczuk     |
| 16 | Germania (bandiera)    | C     | Sebastian Hartung   |

| N. |                     | Ruolo | Calciatore         |
| -- | ------------------- | ----- | ------------------ |
| 17 | Germania (bandiera) | C     | Torsten Raspe      |
| 18 | Germania (bandiera) | D     | Tobias Friedrich   |
| 19 | Germania (bandiera) | C     | Silvio Pätz        |
| 20 | Germania (bandiera) | A     | Christian Müller   |
| 21 | Germania (bandiera) | C     | Torsten Ziegner    |
| 22 | Germania (bandiera) | D     | Danny Bach         |
| 23 | Germania (bandiera) | A     | Alexander Schiller |
| 24 | Germania (bandiera) | A     | Mark Dittgen       |
| 26 | Germania (bandiera) | P     | Robert Reschke     |
| 28 | Germania (bandiera) | D     | Norman Loose       |
| 29 | Germania (bandiera) | D     | Thomas Gansauge    |
|    | Germania (bandiera) | D     | Tobias Busse       |
|    | Germania (bandiera) | C     | Michael Franz      |

## Organigramma societario
Area tecnica
- Allenatore: Jens Große
- Allenatore in seconda:
- Preparatore dei portieri:
- Preparatori atletici:
- Analisi video:

## Calciomercato

### Sessione estiva
| Acquisti | Acquisti            | Acquisti               | Acquisti |
| R.       | Nome                | da                     | Modalità |
| -------- | ------------------- | ---------------------- | -------- |
| A        | Mark Dittgen        | Waldhof Mannheim       |          |
| A        | Henri Fuchs         | Hansa Rostock          |          |
| D        | Thomas Gansauge     | Arminia Bielefeld      |          |
| A        | Ronny Kujat         | Chemnitz               |          |
| C        | Karsten Oswald      | Chemnitz               |          |
| C        | Torsten Raspe       | Kickers Stoccarda      |          |
| D        | Dennis Scharrenburg | Utrecht                |          |
| A        | Alexander Schiller  | Eintracht Braunschweig |          |
| C        | Carsten Sträßer     | Hertha Berlino II      |          |
| A        | Tomasz Szewczuk     | Miedź Legnica          |          |
| P        | René Twardzik       | Sachsen Lipsia         |          |
| C        | Torsten Ziegner     | Kickers Stoccarda      |          |

| Cessioni | Cessioni         | Cessioni                | Cessioni |
| R.       | Nome             | a                       | Modalità |
| -------- | ---------------- | ----------------------- | -------- |
| C        | Heiko Cramer     | Sachsen Lipsia          |          |
| A        | Alexander Dürr   | SpVgg Au/Iller          |          |
| C        | Marco Engelhardt | Karlsruhe               |          |
| C        | Christian Ertmer | FSV Wacker 03 Gotha     |          |
| D        | Clemens Fritz    | Karlsruhe               |          |
| C        | Nico Kiehn       | Rot-Weiß Erfurt II      |          |
| P        | Steffen Kraus    | Eintracht Sondershausen |          |
| D        | Peter Kushev     | Paderborn               |          |
| C        | Thomas Münzberg  | FSV Wacker 03 Gotha     |          |
| A        | Petr Němec       | Sachsen Lipsia          |          |
| D        | Frank Nierlich   | Sachsen Lipsia II       |          |
| D        | Heiko Nowak      | Rot-Weiß Erfurt U19     |          |
| C        | Nico Scheller    | FV Bad Vilbel           |          |
| D        | André Tews       | FSV Wacker 03 Gotha     |          |

### Sessione invernale
| Acquisti | Acquisti | Acquisti | Acquisti |
| R.       | Nome     | da       | Modalità |
| -------- | -------- | -------- | -------- |

| Cessioni | Cessioni    | Cessioni       | Cessioni |
| R.       | Nome        | a              | Modalità |
| -------- | ----------- | -------------- | -------- |
| A        | Ronny Kujat | Sachsen Lipsia |          |

## Risultati

### Regionalliga

#### Girone di andata
| Darmstadt 28 luglio 2001, ore 15:00 CEST 1ª giornata | Darmstadt | 0 – 0 referto | Rot-Weiß Erfurt | Stadion am Böllenfalltor (4 400 spett.)\| Arbitro: \| Wezel \| |
| Arbitro:                                             | Wezel     |               |                 |                                                                |

| Arbitro: | Lange |

|             |           |                       |
| Seifert 41’ | Marcatori | 58’ Bumb 88’ Idrissou |

| Arbitro: | Schmidt |

|                     |           |  |
| Burghartswieser 65’ | Marcatori |  |

| Arbitro: | Kristek |

|  |           |              |
|  | Marcatori | 14’ Cescutti |

| Arbitro: | Kircher |

|                          |           |                      |
| Mason 18’ Mittelbach 89’ | Marcatori | 34’ Pätz 50’ Dittgen |

| Arbitro: | Pickel |

|                        |           |  |
| Ziegner 82’ Oswald 87’ | Marcatori |  |

| Arbitro: | Steinborn |

|             |           |                                    |
| Schmidt 49’ | Marcatori | 39’ Seifert 63’ Oswald 71’ Dittgen |

| Arbitro: | Walz |

|                           |           |            |
| Hebestreit 56’ Oswald 78’ | Marcatori | 39’ Gibson |

| Arbitro: | Viktora |

|            |           |                                          |
| Uvarov 86’ | Marcatori | 17’ Bach 27’, 89’ Seifert 87’ Hebestreit |

| Erfurt 29 settembre 2001, ore 14:00 CEST 10ª giornata | Rot-Weiß Erfurt | 0 – 0 referto | Kickers Offenbach | Steigerwaldstadion (6 250 spett.)\| Arbitro: \| Greth \| |
| Arbitro:                                              | Greth           |               |                   |                                                          |

| Arbitro: | Trautmann |

|                 |           |             |
| Bettenstaedt 9’ | Marcatori | 27’ Seifert |

| Arbitro: | Kiefer |

|                         |           |               |
| Ziegner 35’ Hartung 47’ | Marcatori | 17’ Tölcseres |

| Arbitro: | Wack |

|                        |           |                |
| Pleuler 15’ Dreyer 50’ | Marcatori | 67’ Hebestreit |

| Erfurt 20 ottobre 2001, ore 14:00 CEST 14ª giornata | Rot-Weiß Erfurt | 0 – 0 referto | Eintracht Treviri | Steigerwaldstadion (5 120 spett.)\| Arbitro: \| Fleischer \| |
| Arbitro:                                            | Fleischer       |               |                   |                                                              |

| Arbitro: | Brombacher |

|            |           |                |
| Sieger 11’ | Marcatori | 66’ Hebestreit |

| Arbitro: | Drees |

|  |           |                                     |
|  | Marcatori | 15’, 72’ Hebestreit 29’ (rig.) Bach |

| Arbitro: | Schalk |

|                |           |  |
| Hebestreit 40’ | Marcatori |  |

#### Girone di ritorno
| Erfurt 17 novembre 2001, ore 14:00 CET 18ª giornata | Rot-Weiß Erfurt | 0 – 0 referto | Darmstadt | Steigerwaldstadion (5 520 spett.)\| Arbitro: \| Maier \| |
| Arbitro:                                            | Maier           |               |           |                                                          |

| Arbitro: | Bielmeier |

|                  |           |  |
| Mehic 38’ (rig.) | Marcatori |  |

| Arbitro: | Kammerer |

|                        |           |                       |
| Hartung 4’ Dittgen 26’ | Marcatori | 28’ Hertl 51’ Lützler |

| Arbitro: | Karle |

|                   |           |  |
| Müller 49’ (rig.) | Marcatori |  |

| Arbitro: | Schiffner |

|                            |           |                           |
| Hebestreit 77’ Ziegner 90’ | Marcatori | 7’, 52’ Kanyuk 89’ Butrej |

| Arbitro: | Sahler |

|  |           |                             |
|  | Marcatori | 58’ Gansauge 87’ Hebestreit |

| Arbitro: | Karle |

|                    |           |  |
| Hebestreit 4’, 44’ | Marcatori |  |

| Arbitro: | Gruse |

|                                    |           |                          |
| Chatzidīs 33’ Haffner 48’ Kuci 89’ | Marcatori | 5’ Oswald 54’ Hebestreit |

| Arbitro: | Edinger |

|                            |           |           |
| Hebestreit 63’ Dittgen 70’ | Marcatori | 7’ Winter |

| Arbitro: | Kircher |

|  |           |                |
|  | Marcatori | 29’ Hebestreit |

| Arbitro: | Berg |

|           |           |           |
| Fuchs 26’ | Marcatori | 25’ Dione |

| Arbitro: | Fleischer |

|               |           |  |
| Tölcseres 57’ | Marcatori |  |

| Arbitro: | Brych |

|                      |           |  |
| Dittgen 28’ Bach 83’ | Marcatori |  |

| Arbitro: | Wagner |

|                        |           |                                |
| Winkler 56’ Braham 58’ | Marcatori | 42’ Pätz 65’ Ziegner 82’ Fuchs |

| Arbitro: | Raquet |

|                            |           |  |
| Hebestreit 31’ Sträßer 71’ | Marcatori |  |

| Arbitro: | Viktora |

|                               |           |           |
| Fuchs 25’, 85’ Hebestreit 82’ | Marcatori | 40’ Barut |

| Arbitro: | Walz |

|              |           |  |
| Boskovic 44’ | Marcatori |  |

### Coppa di Germania
| Arbitro: | Gräfe |

|                                                                                           |                      | |
| Bach 54’ (rig.) Pätz 86’                                                                  | Marcatori            | 13’ Feinbier 17’ Fengler                                                                                  |
| Oswald Hartung Ziegner Bach Seifert Gansauge Pätz Bančić Szewczuk Twardzik Oswald Hartung | Tiri di rigore 9 – 8 | Dama Daschner Vasiljević Schuster Rösele Feinbier Hamann Bałuszyński Simon Langerbein Zimmermann Daschner |

| Arbitro: | Schmidt |

|                |           |                        |
| Hebestreit 44’ | Marcatori | 1’ Beinlich 92’ Dárdai |

## Statistiche

### Statistiche di squadra
| Competizione      | Punti | In casa | In casa | In casa | In casa | In casa | In casa | In trasferta | In trasferta | In trasferta | In trasferta | In trasferta | In trasferta | Totale | Totale | Totale | Totale | Totale | Totale | DR  |
| Competizione      | Punti | G       | V       | N       | P       | Gf      | Gs      | G            | V            | N            | P            | Gf           | Gs           | G      | V      | N      | P      | Gf     | Gs     | DR  |
| ----------------- | ----- | ------- | ------- | ------- | ------- | ------- | ------- | ------------ | ------------ | ------------ | ------------ | ------------ | ------------ | ------ | ------ | ------ | ------ | ------ | ------ | --- |
| Regionalliga sud  | 54    | 17      | 9       | 5       | 3       | 24      | 13      | 17           | 6            | 4            | 7            | 23           | 18           | 34     | 15     | 9      | 10     | 47     | 31     | +16 |
| Coppa di Germania | -     | 2       | 0       | 1       | 1       | 3       | 4       | 0            | 0            | 0            | 0            | 0            | 0            | 2      | 0      | 1      | 1      | 3      | 4      | -1  |
| Totale            | 54    | 19      | 9       | 6       | 4       | 27      | 17      | 17           | 6            | 4            | 7            | 23           | 18           | 36     | 15     | 10     | 11     | 50     | 35     | +15 |

### Andamento in campionato
| Giornata  | 1  | 2  | 3  | 4  | 5  | 6  | 7  | 8 | 9 | 10 | 11 | 12 | 13 | 14 | 15 | 16 | 17 | 18 | 19 | 20 | 21 | 22 | 23 | 24 | 25 | 26 | 27 | 28 | 29 | 30 | 31 | 32 | 33 | 34 |
| --------- | -- | -- | -- | -- | -- | -- | -- | - | - | -- | -- | -- | -- | -- | -- | -- | -- | -- | -- | -- | -- | -- | -- | -- | -- | -- | -- | -- | -- | -- | -- | -- | -- | -- |
| Luogo     | T  | C  | T  | C  | T  | C  | T  | C | T | C  | T  | C  | T  | C  | T  | T  | C  | C  | T  | C  | T  | C  | T  | C  | T  | C  | T  | C  | T  | C  | T  | C  | C  | T  |
| Risultato | N  | P  | P  | P  | N  | V  | V  | V | V | N  | N  | V  | P  | N  | N  | V  | V  | N  | P  | N  | P  | P  | V  | V  | P  | V  | V  | N  | P  | V  | V  | V  | V  | P  |
| Posizione | 13 | 15 | 15 | 16 | 15 | 13 | 11 | 9 | 8 | 8  | 8  | 5  | 8  | 11 | 12 | 8  | 6  | 6  | 7  | 8  | 9  | 10 | 9  | 9  | 9  | 8  | 6  | 5  | 7  | 6  | 6  | 5  | 4  | 5  |

Legenda:

Luogo: C = Casa; T = Trasferta. Risultato: V = Vittoria; N = Pareggio; P = Sconfitta.

### Statistiche dei giocatori
| Giocatore       | Regionalliga sud | Regionalliga sud | Regionalliga sud | Regionalliga sud | Coppa di Germania | Coppa di Germania | Coppa di Germania | Coppa di Germania | Totale   | Totale | Totale      | Totale     |
| Giocatore       | Presenze         | Reti             | Ammonizioni      | Espulsioni       | Presenze          | Reti              | Ammonizioni       | Espulsioni        | Presenze | Reti   | Ammonizioni | Espulsioni |
| --------------- | ---------------- | ---------------- | ---------------- | ---------------- | ----------------- | ----------------- | ----------------- | ----------------- | -------- | ------ | ----------- | ---------- |
| D. Bach         | 24               | 3                | 3                | 2                | 2                 | 1                 | 1                 | 0                 | 26       | 4      | 4           | 2          |
| I. Bančić       | 24               | 0                | 12               | 1                | 1                 | 0                 | 1                 | 0                 | 25       | 0      | 13          | 1          |
| T. Busse        | 0                | 0                | 0                | 0                | 0                 | 0                 | 0                 | 0                 | 0        | 0      | 0           | 0          |
| M. Dittgen      | 23               | 5                | 0                | 1                | 2                 | 0                 | 0                 | 0                 | 25       | 5      | 0           | 1          |
| J. Emmerich     | 16               | 0                | 2                | 0                | 0                 | 0                 | 0                 | 0                 | 16       | 0      | 2           | 0          |
| M. Franz        | 1                | 0                | 0                | 0                | 0                 | 0                 | 0                 | 0                 | 1        | 0      | 0           | 0          |
| T. Friedrich    | 1                | 0                | 0                | 0                | 0                 | 0                 | 0                 | 0                 | 1        | 0      | 0           | 0          |
| H. Fuchs        | 22               | 4                | 0                | 0                | 1                 | 0                 | 0                 | 0                 | 23       | 4      | 0           | 0          |
| T. Gansauge     | 27               | 1                | 6                | 2                | 2                 | 0                 | 0                 | 0                 | 29       | 1      | 6           | 2          |
| S. Hartung      | 22               | 2                | 7                | 0                | 1                 | 0                 | 0                 | 0                 | 23       | 2      | 7           | 0          |
| R. Hebestreit   | 27               | 16               | 8                | 0                | 1                 | 1                 | 0                 | 0                 | 28       | 17     | 8           | 0          |
| R. Kujat        | 14               | 0                | 2                | 0                | 1                 | 0                 | 0                 | 0                 | 15       | 0      | 2           | 0          |
| J. Lisek        | 1                | 0                | 0                | 0                | 0                 | 0                 | 0                 | 0                 | 1        | 0      | 0           | 0          |
| N. Loose        | 21               | 0                | 1                | 0                | 1                 | 0                 | 0                 | 0                 | 22       | 0      | 1           | 0          |
| S. Mees         | 11               | 0                | 1                | 0                | 0                 | 0                 | 0                 | 0                 | 11       | 0      | 1           | 0          |
| C. Müller       | 0                | 0                | 0                | 0                | 0                 | 0                 | 0                 | 0                 | 0        | 0      | 0           | 0          |
| K. Oswald       | 33               | 4                | 13               | 1                | 2                 | 0                 | 0                 | 0                 | 35       | 4      | 13          | 1          |
| S. Pätz         | 31               | 2                | 2                | 2                | 2                 | 1                 | 0                 | 0                 | 33       | 3      | 2           | 2          |
| T. Raspe        | 23               | 0                | 7                | 0                | 2                 | 0                 | 0                 | 1                 | 25       | 0      | 7           | 1          |
| R. Reschke      | 1                | 0                | 1                | 0                | 0                 | 0                 | 0                 | 0                 | 1        | 0      | 1           | 0          |
| D. Scharrenburg | 2                | 0                | 0                | 0                | 0                 | 0                 | 0                 | 0                 | 2        | 0      | 0           | 0          |
| A. Schiller     | 3                | 0                | 0                | 0                | 0                 | 0                 | 0                 | 0                 | 3        | 0      | 0           | 0          |
| F. Seifert      | 24               | 5                | 4                | 0                | 2                 | 0                 | 1                 | 0                 | 26       | 5      | 5           | 0          |
| C. Sträßer      | 26               | 1                | 3                | 0                | 2                 | 0                 | 0                 | 0                 | 28       | 1      | 3           | 0          |
| T. Szewczuk     | 13               | 0                | 0                | 0                | 1                 | 0                 | 0                 | 0                 | 14       | 0      | 0           | 0          |
| R. Twardzik     | 33               | 0                | 0                | 0                | 2                 | 0                 | 0                 | 0                 | 35       | 0      | 0           | 0          |
| T. Ziegner      | 34               | 4                | 8                | 0                | 2                 | 0                 | 0                 | 0                 | 36       | 4      | 8           | 0          |